# Microrégion d'Arapiraca
La microrégion d'Arapiraca est l'une des trois microrégions qui subdivisent l'agreste de l'État de l'Alagoas au Brésil.
Elle comporte 10 municipalités qui regroupaient 396 816 habitants en 2006 pour une superficie totale de 2 429 km2.

## Municipalités[1]
- Arapiraca
- Campo Grande
- Coité do Nóia
- Craíbas
- Feira Grande
- Girau do Ponciano
- Lagoa da Canoa
- Limoeiro de Anadia
- São Sebastião
- Taquarana